# مات بيوندي
مات بيوندي (Matt Biondi) هو لاعب أولمبي لرياضة السباحة من الولايات المتحدة. شارك في الأولمبياد الصيفي في 1984–1992، وفاز بما مجموعه 11 ميدالية.

## الميداليات
| ذهب | فضة | برونز | المجموع |
| 8   | 2   | 1     | 11      |

## روابط خارجية
- مات بيوندي على موقع الاتحاد الدولي للسباحة (الإنجليزية)
- مات بيوندي على موقع SwimRankings.net (الإنجليزية)
- مات بيوندي على موقع قاعة مشاهير السباحة العالمية (الإنجليزية)
- مات بيوندي على موقع اللجنة الأولمبية الدولية (الإنجليزية)
- مات بيوندي على موقع أوليمبيديا (الإنجليزية)